# Валандово
Вала́ндово (макед. Валандово) — город в Северной Македонии, центр одноимённой общины Валандово.

## География
Город расположен на юго-восточной границе страны в историко-географической области Боймия на правом берегу реки Анска-река, левого притока Вардара, у южного подножия горы Плавуш.

## История
Впервые Валандово упоминается в дарственной грамоте царя Стефана Душана 12 июня 1349 года под именем Алавандов.

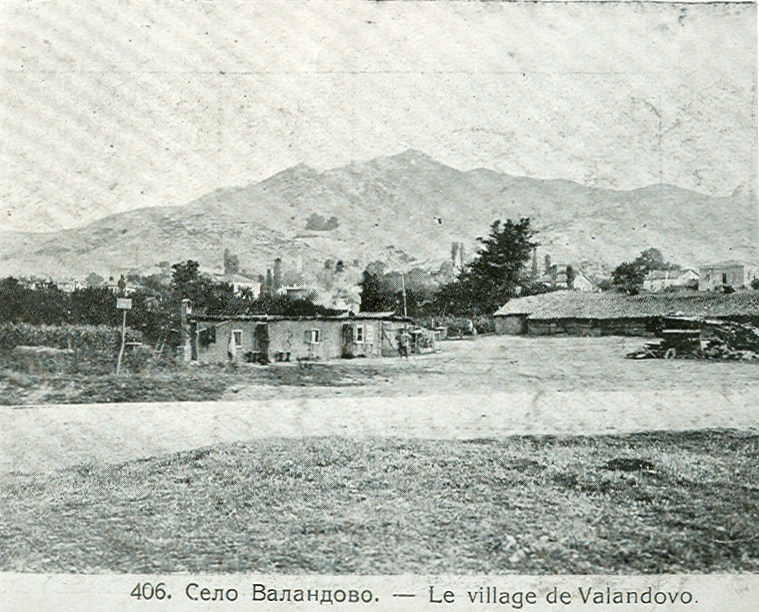
Валандово в начале XX века

## Население
По переписи 2021 года, в Валандово проживают 3671 житель.
| Национальность | Всего |
| македонцы      | 4279  |
| сербы          | 58    |
| турки          | 26    |
| цыгане         | 13    |
| влахи          | 1     |
| бошняки        | 1     |
| другие         | 24    |

## Личности
- Георге Иванов (1960 —), юрист, президент Северной Македонии (2009—2019).
- Гошевский, Душко (1983 —), писатель
- Танчев, Костадин (1940 —), художник-график